# Opius leevingensis
Opius leevingensis är en stekelart som beskrevs av Fischer 1964. Opius leevingensis ingår i släktet Opius och familjen bracksteklar. Inga underarter finns listade i Catalogue of Life.